# Château Naryn (Nain)
Pour les articles homonymes, voir Château Naryn (homonymie).
Le château Naryn est un château de la ville de Nain, en Iran, construit par l'empire parthe,,.

## Galerie

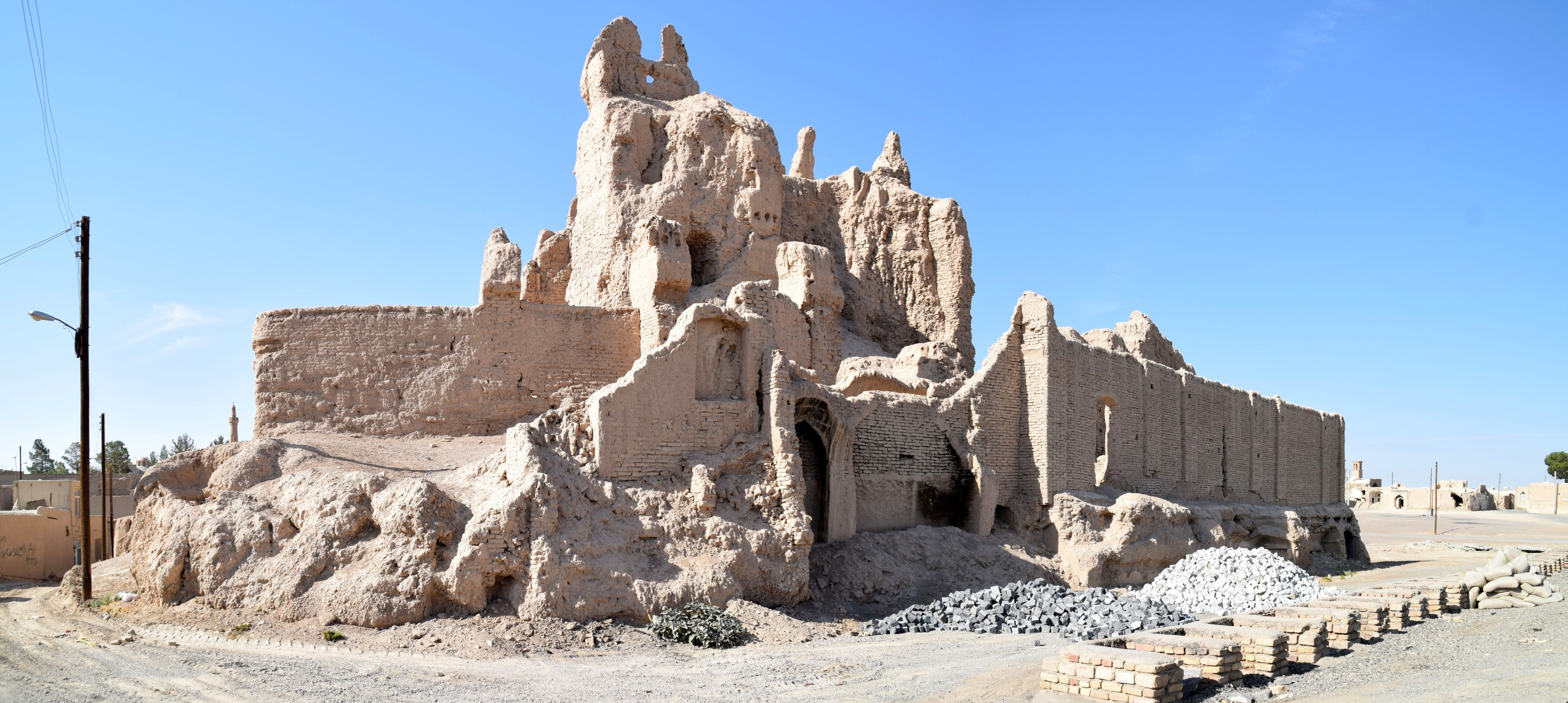
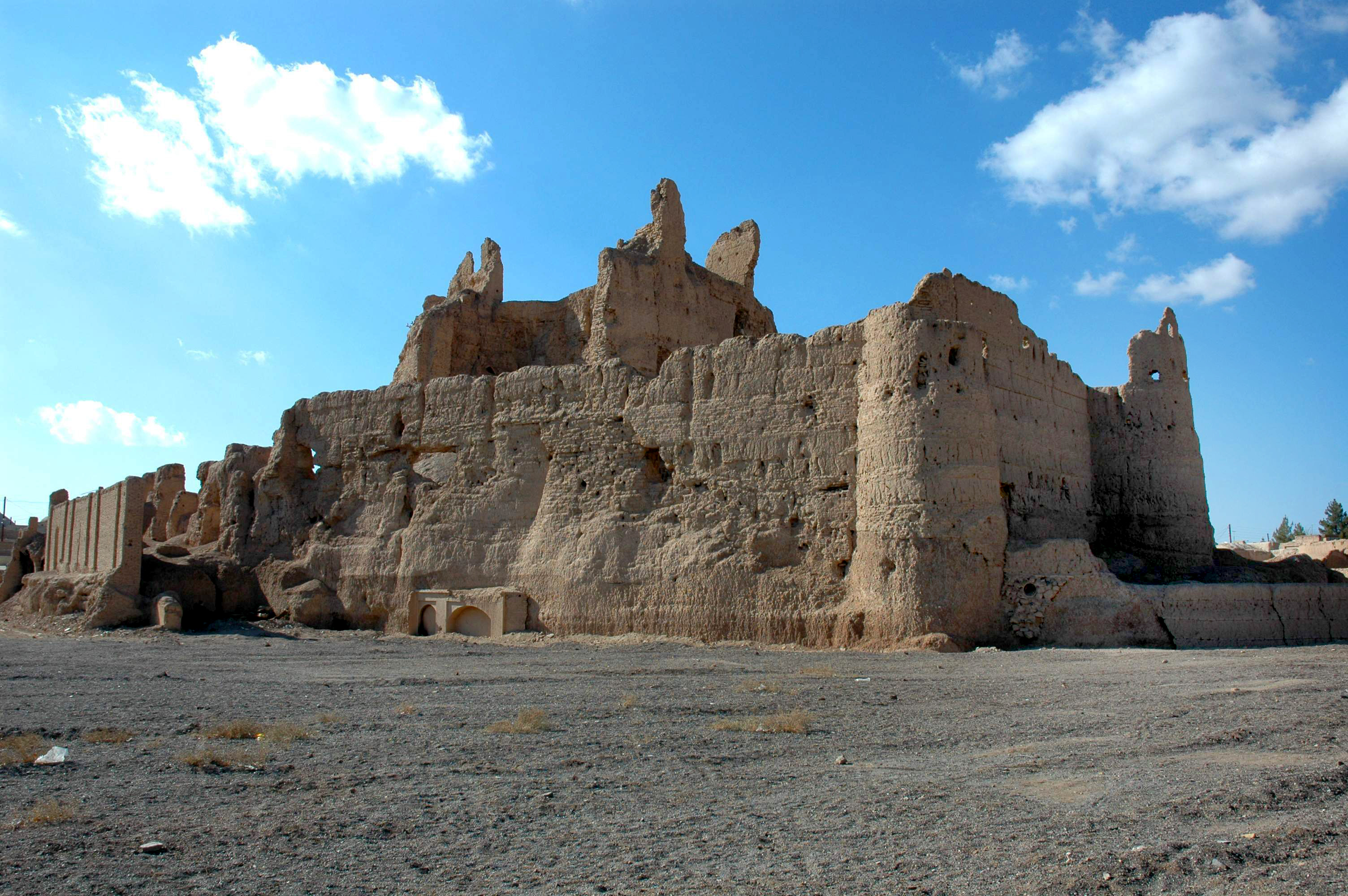
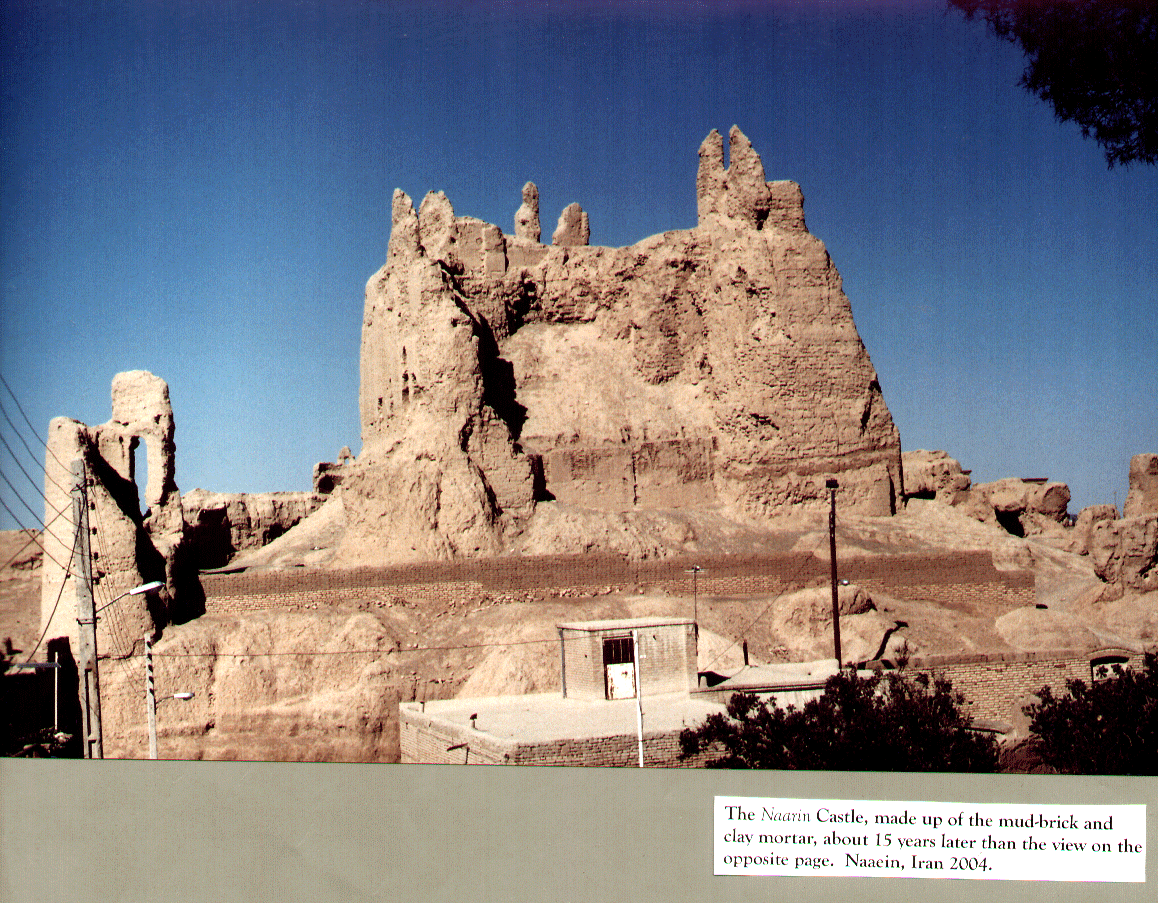
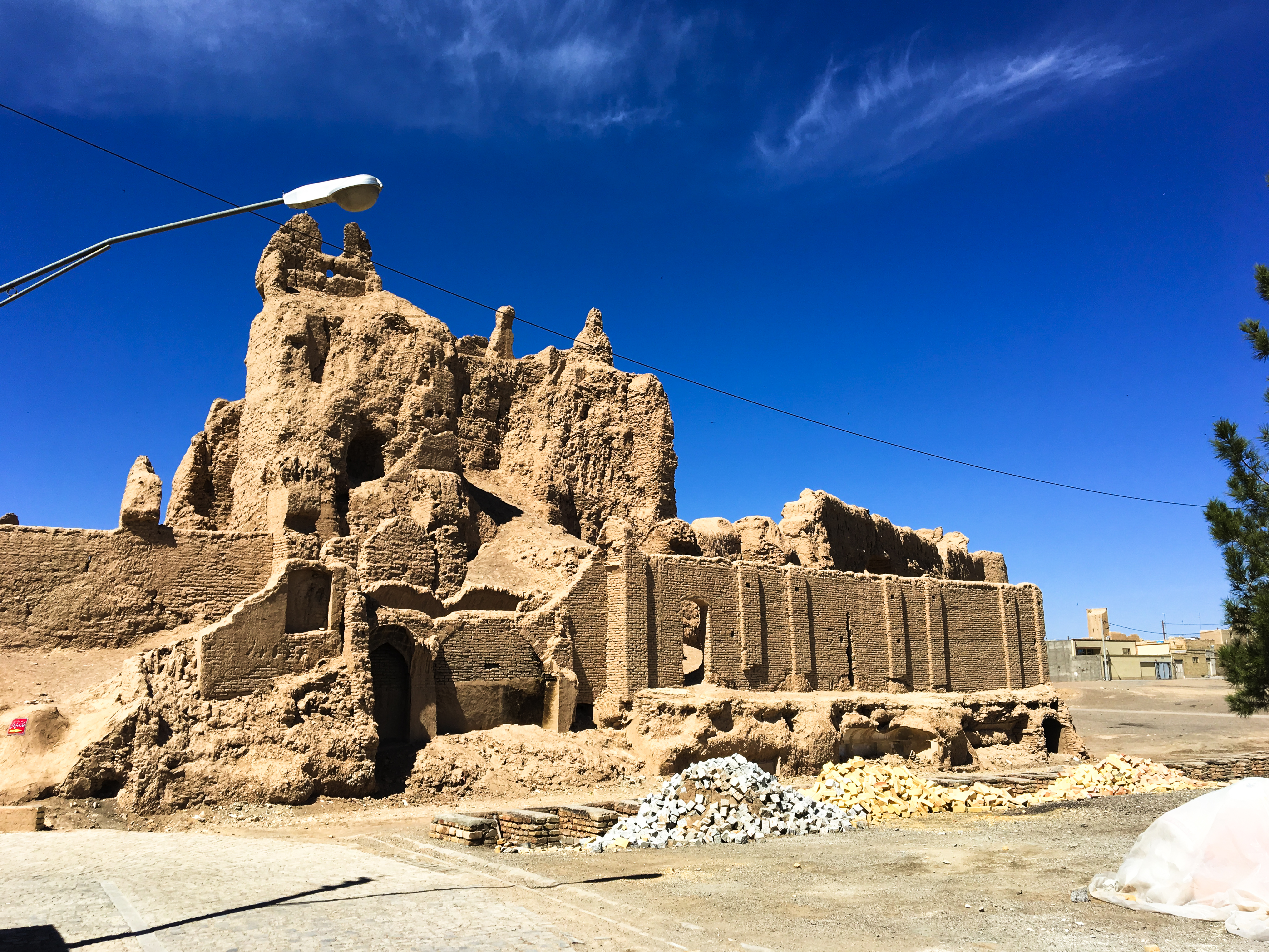
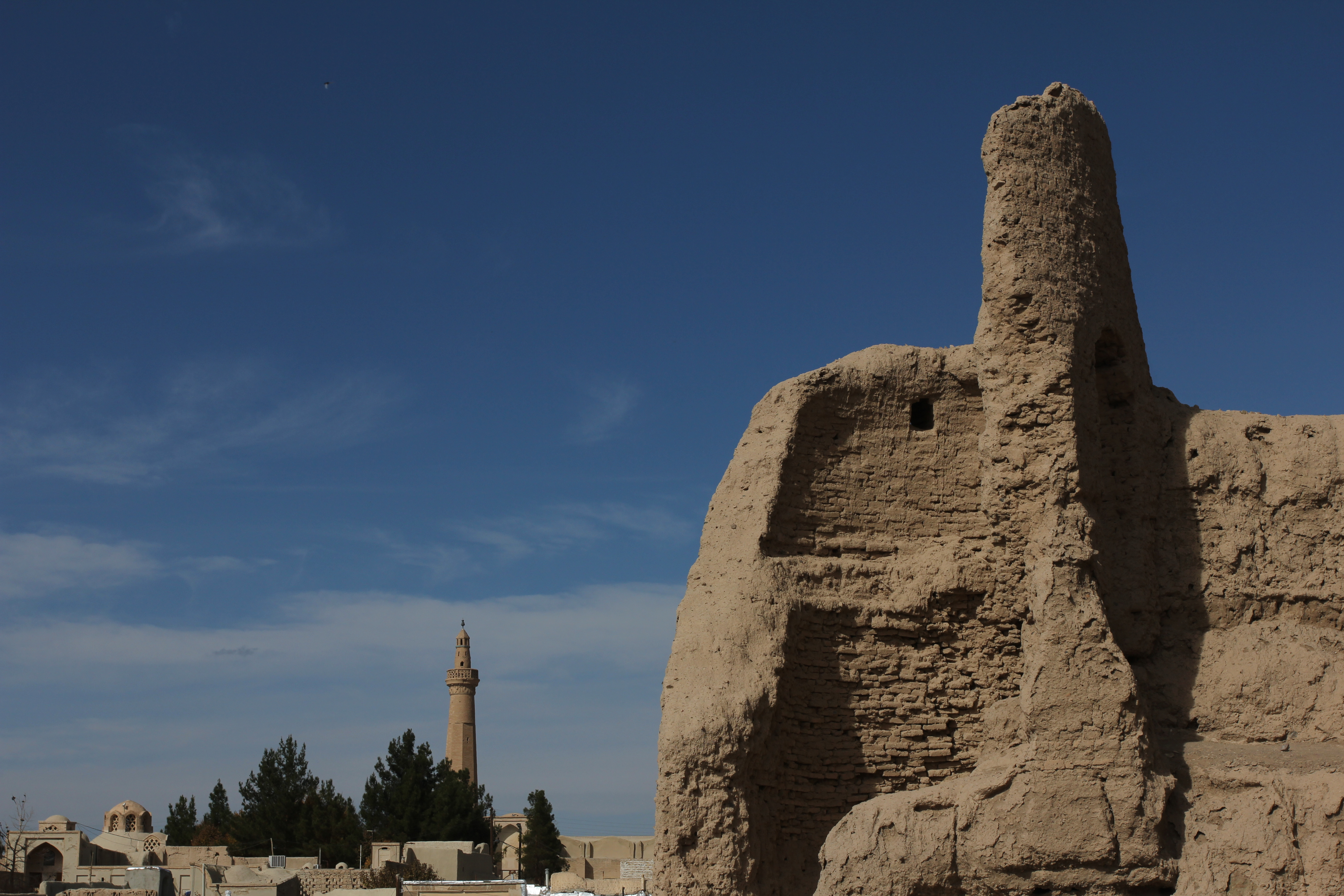
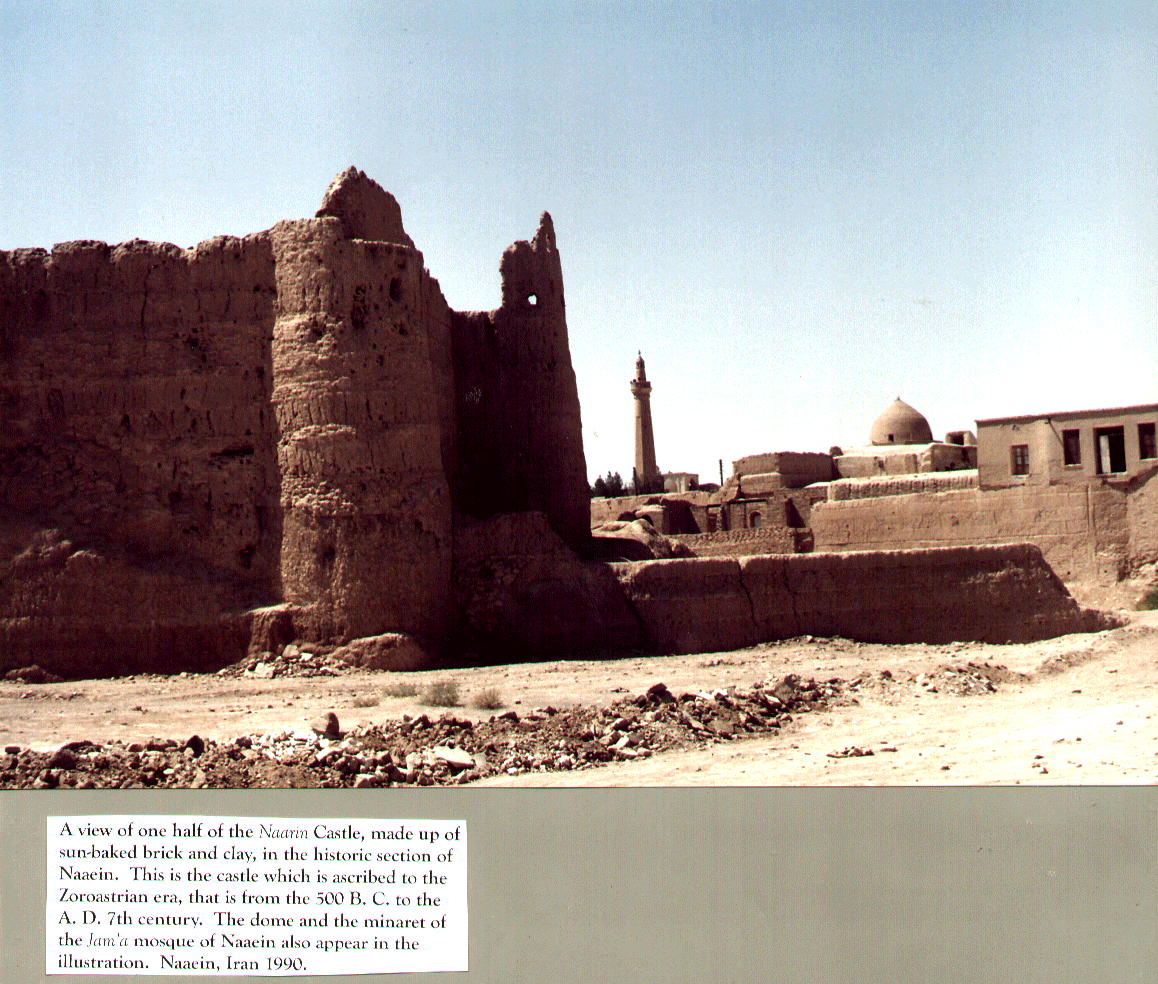
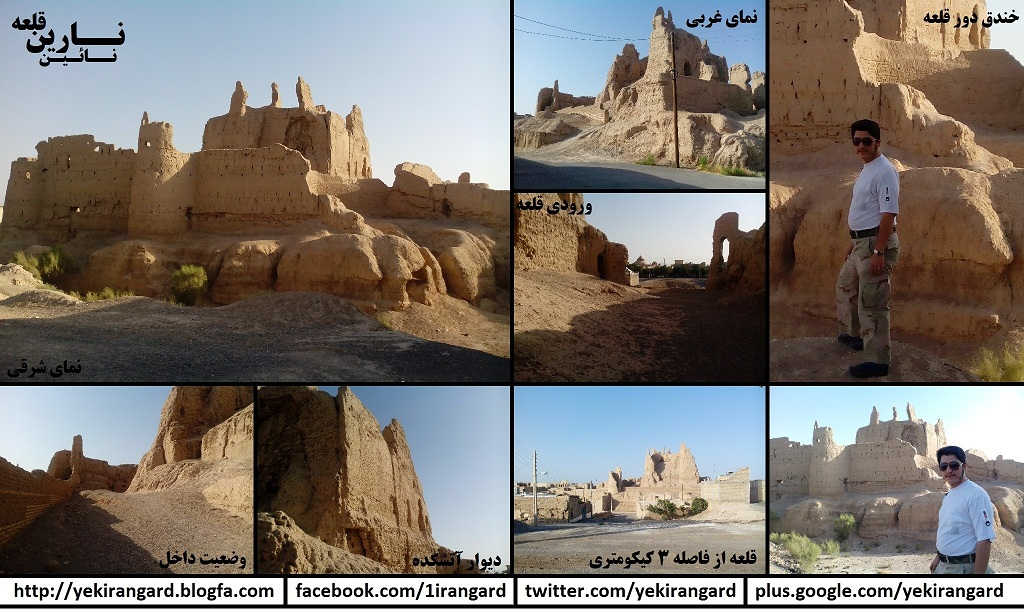